# جامعة ميدلسكس (ماساتشوستس)
جامعة ميدلسكس (بالإنجليزية: Middlesex University)‏ المعروفة في المقام الأول بمدارسها الطبية والبيطرية، عملت من عام 1914 حتى عام 1947، أولاً في كامبريدج، ماساتشوستس ثم في وقت لاحق في والثام ، ماساتشوستس.

## التاريخ
تأسست «كلية ميدلسكس للطب والجراحة» في عام 1914 على يد جون هول سميث، وتقع في الأصل في شرق كامبريدج، ماساتشوستس. كانت تابعة لمستشفى ميدلسكس.
في عام 1917 أسست ماساتشوستس مؤسسة تسمى «جامعة ماساتشوستس» بنفس مجلس الأمناء. حتى ذلك الحين، لم تكن هناك جامعة ماساتشوستس. جامعة ماساتشوستس الحالية (أمهيرست) هي مؤسسة غير ذات صلة تمامًا؛ كانت تعرف في ذلك الوقت باسم «كلية ماساتشوستس الزراعية»، فيما بعد «كلية ولاية ماساتشوستس»، ولم تصبح «جامعة ماساتشوستس» إلا عام إغلاق ميدلسكس 1947.)

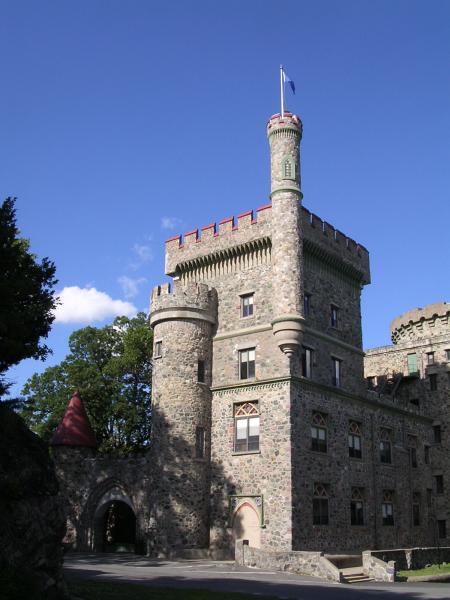
" القلعة " ، في الأصل المبنى الرئيسي لجامعة ميدلسكس

في عام 1928، انتقلت إلى حرم والثام، الحرم الجامعي الحالي لجامعة برانديز. كان المبنى الذي يسمى «القلعة» في الأصل المبنى الرئيسي لجامعة ميدلسكس وتم تصميمه وإنشائه بواسطة جون هول سميث بين عامي 1928 و 1940.
في عام 1935 حصلت كلية الطب والجراحة في ميدلسكس على إذن لمنح درجة البكالوريوس وأصبحت «كلية ميدلسكس». في عام 1937 اندمجت مع جامعة ماساتشوستس لتصبح «جامعة ميدلسكس»، مع مدارس الطب والفنون الليبرالية والصيدلة وطب الأقدام والطب البيطري، واستعادت ولاية ماساتشوستس اسم «جامعة ماساتشوستس» للكلية الحكومية.
كانت جامعة ميدلسكس مهمة كمدرسة بيطرية. كانت المدرسة البيطرية الوحيدة في نيو إنجلاند،  وعندما أغلقت في عام 1947، لم يكن هناك أي منها في نيو إنجلاند حتى فتحت جامعة تافتس كامينغز في عام 1978. اعتبارًا من عام 2012، كان خريجان من ميدلسكس لا يزالان يمارسان في ماساتشوستس، ولا يزال أربعة آخرين يعيشون.

تم وصف جامعة ميدلسكس من خلال صفحة ويب لجامعة برانديز بأنها «جامعة تأسست على مبادئ المساواة والحرية والمنح الدراسية، حيث حافظت المدرسة على عدد من الطلاب متنوعي العرق واللون والدين، في وقت كانت فيه العديد من الجامعات في الولايات المتحدة لديها حصص ولم تكن مفتوحة». على وجه الخصوص، اعترفت اليهود بحرية في وقت كانت فيه معظم جامعات النخبة لديها حصص يهودية، وكان لديها العديد من اليهود بين طلابها وأعضاء هيئة التدريس. واجهت كليتها الطبية صعوبة في الحصول على اعتماد الجمعية الطبية الأمريكية. قالت الجمعية أن هذا يرجع إلى عدم كفاية الأموال وأعضاء هيئة التدريس والمرافق، لكن البعض في الجامعة يعتقدون أن معاداة السامية لعبت دورًا. على حد تعبير س. روجلز سميث، ابن المؤسس: 
 منذ بدايتها، تعرضت ميدلسكس للهجوم بلا رحمة من قبل الجمعية الطبية الأمريكية التي كانت في ذلك الوقت مخصصة لتقييد إنتاج الأطباء، والتمسك بسياسة غير مرنة من التمييز في قبول طلاب الطب. ميدلسكس، وحدها من بين كليات الطب اختارت طلابها على أساس الجدارة ورفضت تحديد أي حصص عنصرية. 
 في عام 1944 سنت قانون ماساتشوستس الذي يجعل ترخيص الطبيب يعتمد على الحصول على دكتوراه طب من كلية الطب المعتمدة من الجمعية الطبية الأمريكية، والمشاكل المالية التي سببتها الحرب العالمية الثانية، وضع جامعة ميدلسكس غير مستقرة. في عام 1946 نقل أمناء ميدلسكس ميثاق الجامعة وحرمها إلى المؤسسة التي كانت تهدف إلى إنشاء برانديز، على أمل عدم إدراك ذلك وأن تتمكن برانديز من مواصلة كليات الطب البيطري.
في عام 1947 شعر برانديز أن كلية الطب كانت حالة ميئوس منها وأن العبء المالي لتشغيلها ثقيل جدًا فأغلق أبوابه.
وفقًا لرواية الحاخام إسرائيل غولدشتاين في الصفحة 25 من كتابه لعام 1951 جامعة برانديز: فصل تأسيسها ، تم تعليق الفصول الثلاثة الأولى من كلية الطب قبل استحواذ برانديز على الميثاق والحرم الجامعي. ومع ذلك، وبنفس هذا الحساب، اختارت جامعة برانديز إغلاق كلية الطب البيطري.